# Protalo

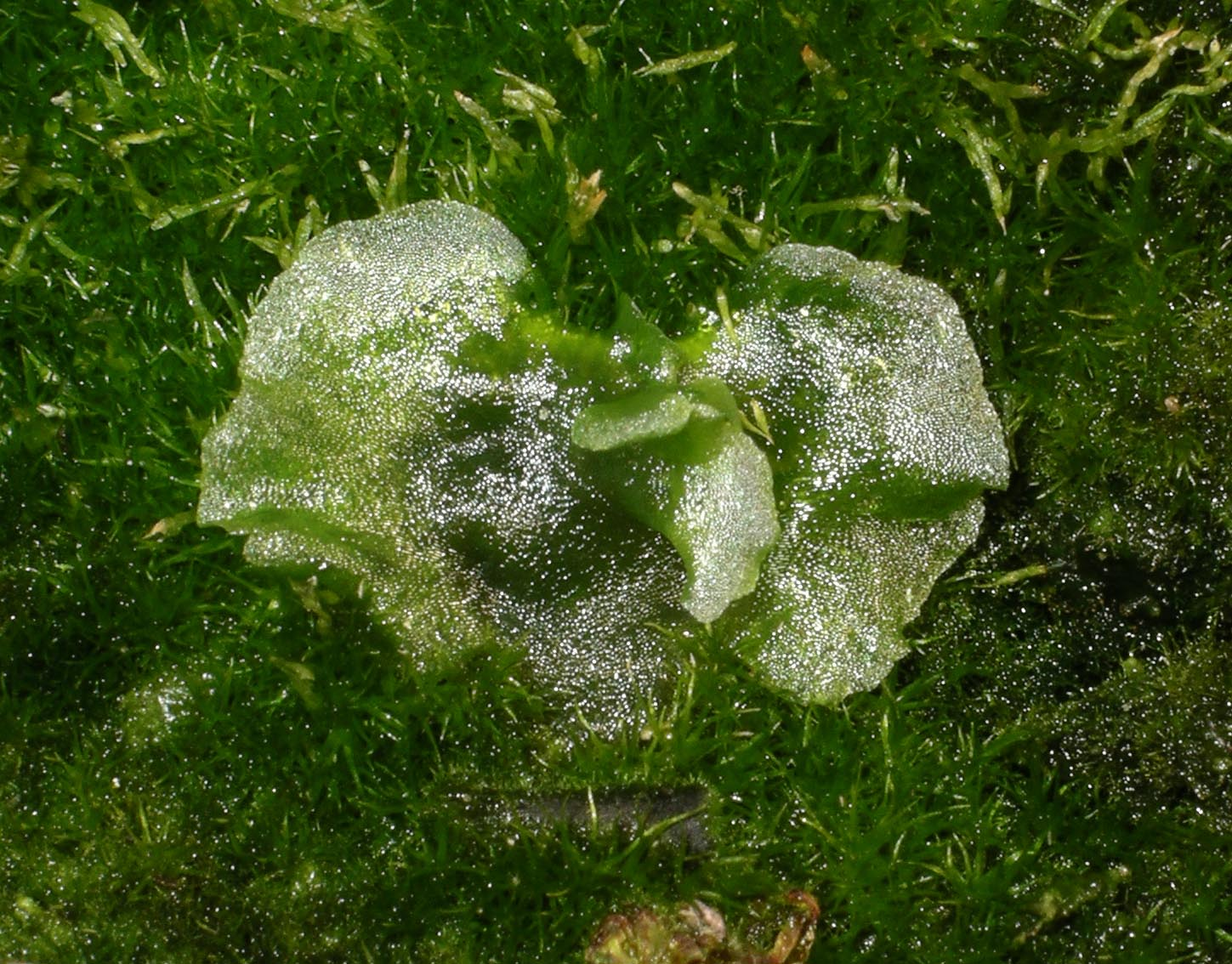
Prótalo de uma Dicksinia antarctica

Em botânica, chama-se protalo ao gametófito das samambaias, originado da germinação de um esporo.
O protalo é um corpo muito simples, sem estrutura vascular - um talo - que pode ser aéreo e verde (com capacidade fotossintética), ou subterrâneo e saprófito, por vezes com rizóides, sobre o qual (ou embebidos no tecido) se encontram os gametângios:
- o masculino, denominado anterídeo, que produz anterozoides móveis (com flagelos),
- e o feminino denominado arquegónio, em forma de garrafa, que contém o óvulo.

Características gerais:
- gametófito das pteridófitas
- avascular (não tem vasos condutores de seiva)
- monoico (apresenta tanto gametângio feminino como masculino)
- efêmero (nas pteridófitas,ao contrário das briófitas, o gametófito é a fase transitória)
- clorofilado e, portanto, independente do esporófito
- cordiforme (em formato de coração)